# 牧金之助
牧 金之助（まき きんのすけ、生没年不詳）は明治時代の地本問屋である。

## 略歴
深川屋と号す。明治時代に東京府浅草区南元町15番地で地本問屋を営業している。明治24年（1891年）から明治25年（1892年）まで東京地本彫画営業組合の組合長を務め、明治28年（1895年）当時、組合取締りであった。3代目歌川国貞（4代目歌川国政）、梅堂小国政、千品耕暁の錦絵を出版している。

## 作品
- 歌川国貞3代目 「江戸開府三百年祭」 大判3枚続 明治22年
- 歌川国貞3代目 「奠都三百年祭之図」 大判3枚続 明治31年
- 小国政 「福島中佐君帰朝上野不忍池畔歓迎之図」 大判3枚続 明治26年
- 千品耕暁 「日露戦争画報 其一」 大判3枚続 明治37年